# Mense Reents

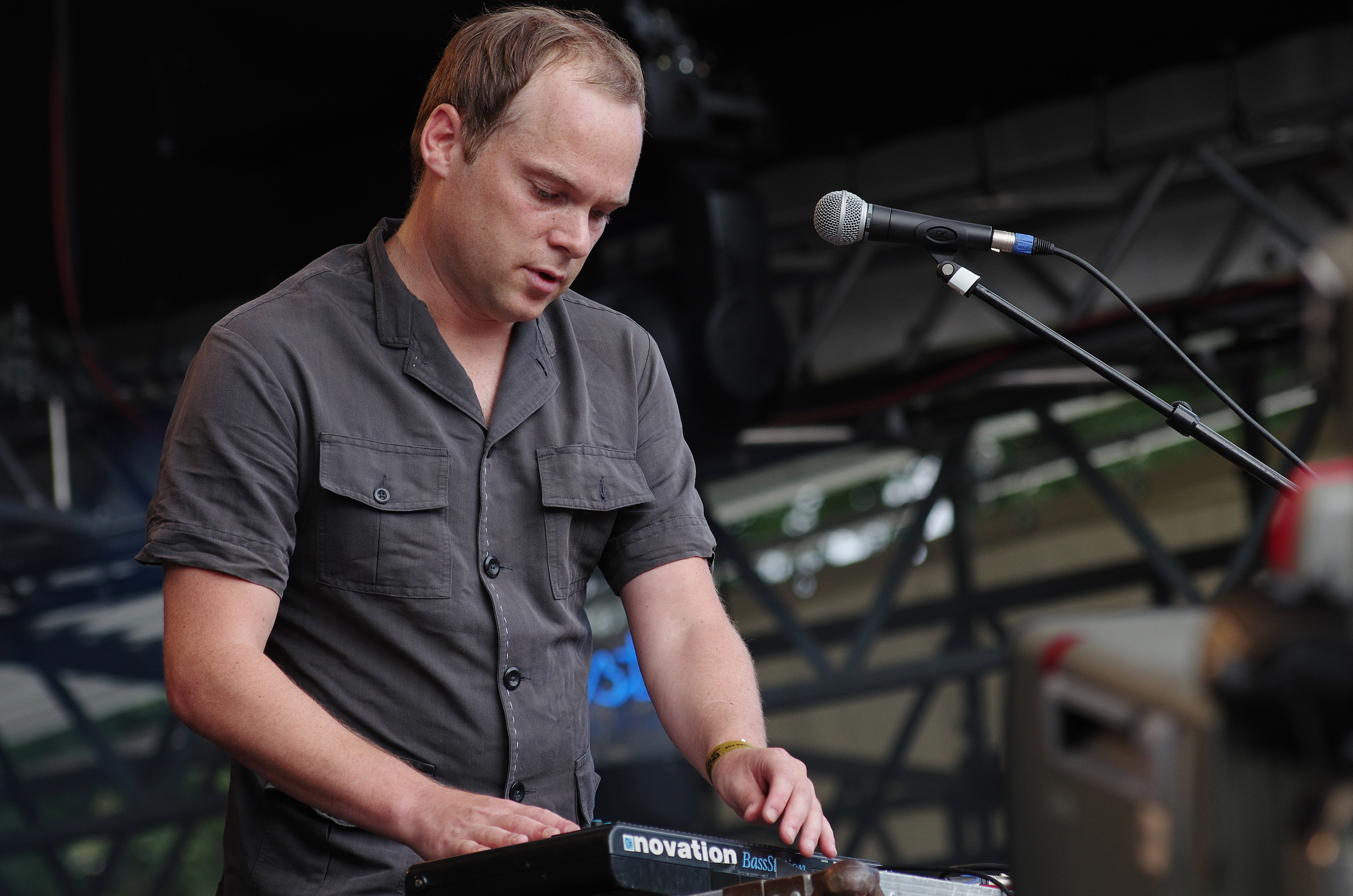
Mense Reents beim Auftritt der Goldenen Zitronen auf dem Haldern Pop Festival 2013

Mense Reents (* 19. Juni 1970 in Wittmund) ist ein deutscher Musiker und Musikproduzent. Er ist Solo-Künstler und Mitglied verschiedener Bands, u. a. von Die Goldenen Zitronen. Reents lebt in Hamburg.

## Biografie
In den frühen 1990er Jahren zog Reents von Ostfriesland nach Hamburg und spielte zunächst Bass bei der Band Huah! und Gitarre bei der Gruppe Die Regierung. Zeitweise war er auch Bassist bei der von den Brüdern Jimi Siebels und Jakobus Durstewitz (ehemals Jakobus Siebels) gegründeten Band Das Neue Brot.
1995 rief Reents dann mit Jimi Siebels die House-Band Egoexpress ins Leben, die seit 2007 eine Pause machen. Daneben gründete er zusammen mit Elena Lange und Thies Mynther im selben Jahr die elektronische Rockband Stella. Seit 2000 ist er Mitglied bei den Goldenen Zitronen und spielt dort diverse Instrumente, aber überwiegend Keyboard. 2003 erschien sein Debütalbum Aus freien Stücken.
Mit dem Maler und Musiker Jakobus Durstewitz gründete Reents 2007 das Projekt Die Vögel während eines Aufenthalts von Durstewitz in Kassel im Rahmen der off-Documenta.
Seit 2011 ist Reents auch Schlagzeuger der Band N.R.F.B. Daneben fungierte er immer wieder als Gastmusiker auf Veröffentlichungen anderer Hamburger Bands und Musiker, wie z. B. von DJ Koze, Andreas Dorau, JaKönigJa, Knarf Rellöm oder Die Sterne in Erscheinung getreten. Des Weiteren hat er Alben und Lieder für andere Künstler und Gruppen wie 1000 Robota, Chicks on Speed oder F.S.K. produziert, aufgenommen und abgemischt. So zeigte sich Reents auch bei den Alben Todesmelodien und Die Liebe Und Der Ärger Der Anderen von Andreas Dorau neben seiner musikalischen Beteiligung für die Produktion der beiden Werke mitverantwortlich.
Die 2017 und 2021 erschienen Alben Sophia Kennedy und Monsters der Musikerin Sophia Kennedy nahm Reents mit ihr zusammen im Hamburger Studio der Goldenen Zitronen auf. Er hat die Alben produziert, gemischt und die Musik darauf mitkomponiert. Kennedys erstes Album wurde in der deutschen Fachpresse lobend besprochen und die zweite Veröffentlichung Monsters im September 2022 mit dem VUT Award in der Kategorie Bestes Album ausgezeichnet.

## Diskografie

### Mit Die Regierung
(1992–1994)

### Solo-Veröffentlichungen
- 1996: Camp Imperial (Samplerbeitrag als Sinus Albino auf LP, CD, Kompilation, L’age d’or)
- 2001: Hamburgeins (Samplerbeitrag auf CD, Kompilation, Dial, Ladomat 2000 / Zomba Records)
- 2001: Ladomat 100 (Samplerbeitrag auf DoCD, Kompilation, Ladomat 2000)
- 2001: Operation Pudel 2001 (Samplerbeitrag auf LP, CD, Kompilation, L’age d’or)
- 2003: Yubellado (Samplerbeitrag auf CD, Kompilation, L’age d’or)
- 2003: Mense Reents – Aus freien Stücken (Album, CD, Ladomat 2000)
- 2003: Mense Reents – This Is the Way (12", Ladomat 2000)
- 2003: Mense Reents – Dress Like an Albino (12″, Ladomat 2000)
- 2004: Notaufnahme Aufnahme Zwo (Samplerbeitrag auf CD, Kompilation, Popagenten)
- 2008: Tribute To Gustav Metzger (Samplerbeitrag auf DoCD, Kompilation, Intermedium Records)

### Als Produzent, Mixer und Gastmusiker
- 1992: Cpt. Kirk &. – Reformhölle (Gastmusiker), (Album, LP, CD, What’s So Funny About…)
- 1995: Mobylettes – Girl Talk (Bass bei mehreren Liedern), (Album, LP, CD, Elbtonal)
- 1997: Ladies Love Knarf Rellöm – Bitte vor R.E.M. einordnen (Gesang, Instrumente und Produktion bei mehreren Liedern), (Album, LP, CD, What’s So Funny About…)
- 1999: Die Sterne – Wo ist hier (Produktion bei den Liedern Dingeling und Das bisschen besser), (Album, LP, CD, L’age d’or)
- 2000: Chicks on Speed – The Un-Releases (Gastmusiker), (Album, CD, LP, Chicks On Speed Records)
- 2004: Die Sterne – Das Weltall ist zu weit (Gastmusiker), (Album, CD, LP, V2)
- 2004: Re:Bird The Electronicat Remixes (Samplerbeitrag auf CD, Kompilation, Angelika Köhlermann)
- 2005: JaKönigJa – Ebba (Gastmusiker, Abmischung bei mehreren Liedern), (Album, LP, CD, Buback / Indigo)
- 2007: Misha – Teardrop Sweetheart (Percussion, Aufnahme und Abmischung), (Album, LP, CD, Tomlab)
- 2008: JaKönigJa – Die Seilschaft der Verflixten (Produktion), (Album, LP, CD, Indigo)
- 2008: F.S.K. – Freiwillige Selbstkontrolle (Produktion), (Album, LP, CD, Buback)
- 2008: Rocko Schamoni – Sternstunden der Bedeutungslosigkeit (Technik, Aufnahme), (Hörbuch, CD, Kein & Aber Records)
- 2010: 1000 Robota – Ufo (Produktion, Abmischung), (Album, LP, CD, Buback)
- 2011: N.R.F.B – Nuclear Raped Fuck Bomb (Aufnahme, Abmischung) (12", LP, CD, Major Label)
- 2011: Andreas Dorau – Todesmelodien (Abmischung, Instrumente, Produktion und Komposition bei mehreren Liedern), (Album, LP, CD, Staatsakt)
- 2012: F.S.K. – Akt, Eine Treppe hinabsteigend (Aufnahme), (Album, LP, CD, Buback)
- 2013: Die Goldenen Zitronen – Who’s Bad? (Abmischung), (Album, LP, CD, Buback)
- 2013: DJ Koze – Amygdala (Gastmusiker),  (Album, CD, Musikdownload, Pampa Records)
- 2017: Andreas Dorau – Die Liebe und der Ärger der Anderen (Komposition, Aufnahme und Produktion bei den Liedern Ein Stern mit drei Zacken, Du stehst auf meiner Liste und Im Laufe der Nacht), (Album, LP, CD, Staatsakt)
- 2017: Sophia Kennedy – Sophia Kennedy (Aufnahme, Abmischung, Produktion, Komposition), (Album, LP, CD, Pampa Records)
- 2021: Sophia Kennedy – Monsters (Aufnahme, Abmischung, Produktion, Komposition), (Album, LP, CD, Musikdownload, Pampa Records)
- 2024: Arne Zank – Dasu isuto aresu. (Abmischung, zusätzliche Produktion), (EP, LP, Musikdownload, Misitunes)
- 2025: Sophia Kennedy – Squeeze Me (Aufnahme, Abmischung, Produktion, Komposition), (Album, LP, CD, Musikdownload, Pampa Records)

## Sonstiges
- Mense Reents ist der Bruder von Schauspielerin Henny Reents.
- Mit Thies Mynther und Jimi Siebels hatte er in den 90ern das Imperial-Studio, in denen einige Alben der sogenannten Hamburger Schule entstanden.